# Ciudad antitaurina
La ciudad antitaurina  es una declaración pública de ética y política adoptada por los municipios que no apoyan la práctica de las corridas de toros dentro de sus fronteras y afirman que están en contra de la práctica de las corridas de toros.
Sin embargo, el concepto de ciudad antitaurina no prohíbe la práctica de las corridas de toros. Para que dicha declaración sea adoptada por los municipios locales, las asociaciones y organizaciones que protegen a los animales ejercen su influencia y presión cerca de los respectivos alcaldes en el sentido de que declaran a sus condados como una lucha contra las corridas de toros.
La forma de implementación de las campañas no es necesariamente igual en todos los países. Cada organización local decide la estrategia que prefiere usar, siempre teniendo en cuenta los diferentes aspectos políticos. Una de las estrategias adoptadas por algunas organizaciones de campaña también es crear conciencia entre los turistas que visitan ciudades con tradiciones taurinas, para ejercer presión económica como un factor disuasor y penaliza las corridas de toros.

## Historia
La primera ciudad en adoptar el concepto de ciudad antitaurina fue la ciudad española de Tosa de Mar, en Cataluña. La declaración fue implementada en 1989 por el entonces alcalde, Telm Zaragoza, convirtiéndola en la primera ciudad antitaurina del mundo.
En ese momento, el ayuntamiento se encontraba en un clima de inquietud política y desafíos de varias entidades para la protección de los animales contra un concejal de la región, quien argumentó que era necesario promover las corridas de toros, porque los turistas solo encontraban la tradición en la cultura catalana. Esto dio lugar a que se crearan las condiciones necesarias para iniciar el movimiento.
La mentora de la implementación del concepto fue Pilar Taberner, entonces miembro del partido ecologista "Los Verdes" de España que inició una serie de contactos para la creación de un movimiento internacional contra la tauromaquia nueve años antes, que propuso al entonces alcalde de Tosa de Mar, Telm Zaragoza, para declarar la lucha contra las corridas de toros de Tosa de Mar.
Antes, en 1988, Pilar Taberner estuvo presente para la realización de una conferencia internacional en Gijón, en el norte de España, con la participación de entidades de varios países para encontrar una forma conjunta de combatir las corridas de toros y donde surgió la primera idea de preguntar a los españoles. alcaldes para declarar sus ciudades como anti-toreo surgió. 
La misma idea sirvió finalmente como base para la propuesta de resolver la controversia de Tosa de Mar, como recuerda la responsable unos 19 años después del evento en el sitio de Anubis, una asociación para la protección de los animales en España, a la que pertenece: «El alcalde quería detener el escándalo y al preguntarme cómo, le sugerí que declarara la ciudad antitaurina». 
El alcalde, entonces, acaba aceptando la sugerencia del activista, que condujo a la declaración de la primera ciudad de este tipo en todo el mundo.
Pilar Taberner señala en el sitio de Anubis, sin embargo, que la implementación de la iniciativa también estuvo influenciada por la estrategia de difusión que llevó a varios países.
Según el activista, el alcalde «olvidaría la promesa si no hubieran llegado miles de cartas de felicitación de todo el mundo», que se hicieron públicas, «y era necesario tener continuidad».
Con la acción de Tosa de Mar, se sentaron las bases para el desarrollo del concepto de ciudad antitaurina, que se ha extendido a varias otras ciudades.
Más tarde, a lo largo de los años, varias asociaciones de protección animal de diferentes países adoptaron el concepto y lanzaron iniciativas y campañas con el objetivo de que las ciudades donde hay corridas de toros apliquen el mismo concepto.
La aceptación del concepto no siempre ha sido fácil, ya que requiere una gran conciencia entre las entidades políticas en un contexto con muchos argumentos a favor y en contra de las actividades taurinas.

| Ciudad             | Región                         | País      | Fecha             |
| ------------------ | ------------------------------ | --------- | ----------------- |
| Medellín           | Antioquia                      | Colombia  | Febrero de 2008   |
| Bello              | Antioquia                      | Colombia  | Julio de 2008     |
| Zapatoca           | Santander                      | Colombia  | Febrero de 2008   |
| La Tebaida         | Quindío                        | Colombia  | Noviembre de 2012 |
| Mouans-Sartoux     | Alpes-Maritimes                | Francia   | Diciembre de 2004 |
| Bully-les-Mines    | Pas-de-Calais                  | Francia   | Diciembre de 2006 |
| Montignac          | Dordogne                       | Francia   | Noviembre de 2007 |
| Joucou             | Aude                           | Francia   | Julio de 2009     |
| Póvoa de Varzim    | Porto                          | Portugal  | Julio de 2017     |
| Viana do Castelo   | Viana do Castelo               | Portugal  | Diciembre de 2008 |
| Carrizal           | Miranda                        | Venezuela | Octubre de 2008   |
| Caracas            | Distrito Capital               | Venezuela | Abril de 2009     |
| Valera             | Trujillo                       | Venezuela | Agosto de 2011    |
| Concepción         | Concepción, Junín              | Perú      | Junio de 2012     |
| Junín              | Junín, Junín                   | Perú      | Julio de 2012     |
| Teocelo            | Veracruz                       | México    | Julio de 2012     |
| Coslada            | Madrid                         | España    | 2005              |
| Basauri            | País Vasco                     | España    | Junio de 2008     |
| Castrillón         | Asturias                       | España    | Julio de 2008     |
| Costich            | Baleares                       | España    | Julio de 2009     |
| Cangas de Morrazo  | Galicia                        | España    | Enero de 2010     |
| Vedra              | Galicia                        | España    | Marzo de 2010     |
| Dodro              | Galicia                        | España    | Abril de 2010     |
| Muchamiel          | Alicante, Comunidad Valenciana | España    | Abril de 2010     |
| Puebla del Brollón | Galicia                        | España    | Julio de 2010     |
| Teo                | Galicia                        | España    | Julio de 2010     |
| Sestao             | País Vasco                     | España    | Agosto 2010       |
| Ares               | Galicia                        | España    | Julio de 2011     |
| Santurce           | País Vasco                     | España    | Octubre de 2011   |
| Baracaldo          | País Vasco                     | España    | Noviembre de 2011 |
| Abanto y Ciérvana  | País Vasco                     | España    | Noviembre de 2011 |